# OrderUp
OrderUp — американская компания по заказу и доставке еды онлайн и с мобильных устройств, работающая как минимум на 37 рынках. До приобретения Grubhub OrderUp входила в группу компаний Groupon и работала как OrderUp, так и Groupon-To-Go.

## История
OrderUp начиналась как американская компания по онлайн-заказу еды под названием LionMenus, которая обслуживала Стейт-Колледж (Пенсильвания). В 2009 году основатели переехали в Балтимор, штат Мэриленд, и создали компанию LocalUp, чтобы выйти на дополнительные рынки. Компания вложила 1,5 миллиона долларов инвестиций, чтобы способствовать выходу на небольшие рынки. OrderUp стала одной из растущего числа компаний, стремящихся извлечь выгоду из онлайн-заказа еды. Другие компании, в том числе Grubhub, предоставляют аналогичные услуги ресторанам и потребителям.
Первоначально LocalUp лицензировала свою технологию предпринимателям, которые создавали сайты онлайн-заказа еды в своих сообществах. Эти лицензиаты маркировали технологию и выполняли повседневные операции. LocalUp работала по этой модели лицензирования до 2012 года, когда компания была переименована в OrderUp и перешла на модель франчайзинга. Теперь OrderUp переключил большинство местных сайтов на национальный бренд. OrderUp — одна из первых компаний, предоставивших подобную цифровую франшизу для выхода на местные рынки.
В августе 2014 года компания объявила об инвестиционном раунде серии A на сумму 7 миллионов долларов, направленном на расширение своей технической команды и расширение службы доставки на национальном уровне.
В июле 2015 года Groupon приобрела компанию.
В июле 2017 года Grubhub приобрела у Groupon определенные активы на 27 принадлежащих компании рынках доставки еды OrderUp.
В октябре 2018 года Grubhub приобрела определенные активы 11 франчайзинговых рынков доставки еды OrderUp в Калифорнии, Колорадо, Индиане, Миссури, Орегоне, Оклахоме и Вирджинии.

## Охват
По состоянию на август 2013 года у OrderUp были сайты примерно в 25 городах США, и было запущено мобильное приложение, с помощью которого пользователи могут заказывать еду с помощью устройств Android или iOS. В 2016 году OrderUp функционировала в 62 городах.